# Sobrehilado

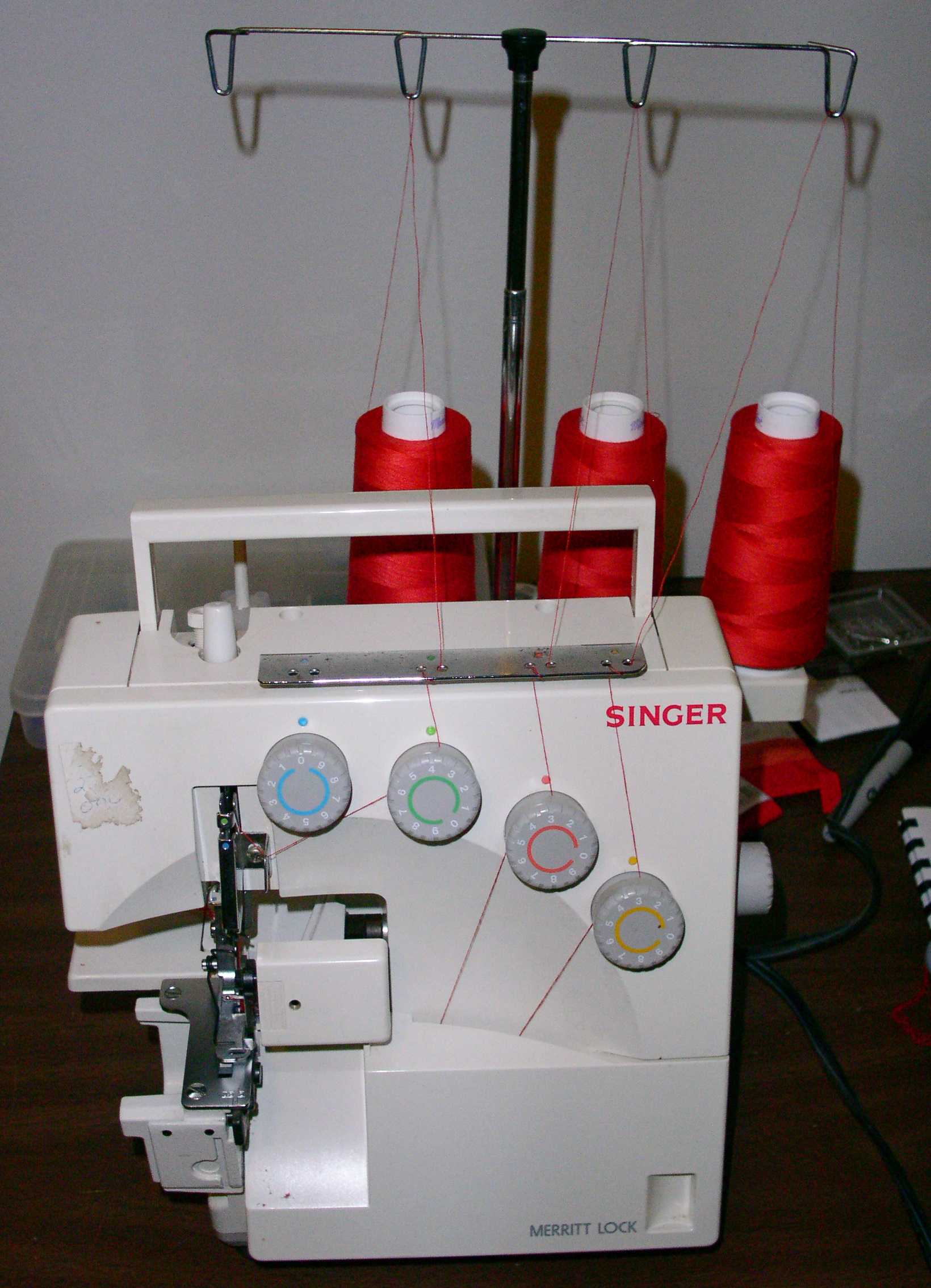
Máquina overlock Singer.

El término sobrehilado o fileteado denomina un tipo de costura que se realiza sobre el borde de una o dos piezas de tela para definir el borde o encapsularlo, o bien para unir las dos piezas. El sobrehilado es una puntada muy versátil que puede servir tanto de refuerzo, para evitar que se deshilache la tela por los bordes, como para la decoración. Se realiza en sentido rotatorio, introduciendo la aguja por el revés de la tela. La distancia entre las puntadas es alrededor de medio centímetro, aunque la longitud depende del tipo de tejido. A veces se realiza un sobrehilado doble, realizado en la dirección opuesta de modo que las puntadas se cruzan formando una x.
Se puede realizar a mano o con una máquina de coser. Existen máquinas de coser especializadas que pueden cortar también a la vez el exceso de tela. Una máquina de coser para sobrehilar, también llamadas máquinas overlock se diferencia de una máquina de coser tradicional en que utiliza varias bobinas, generalmente entre tres y cinco. Las máquinas de sobrehilado por lo general funcionan a altas velocidades, típicamente 1000 a 9000 rpm, y la mayoría son utilizadas en la industria para tratar bordes de telas, y coser diversas telas y productos. En España y Perú estas máquinas son denominadas remalladoras, en otras partes de Latinoamérica se les llama fileteadoras o máquinas de sobrehilado.[cita requerida]

## Ejemplos

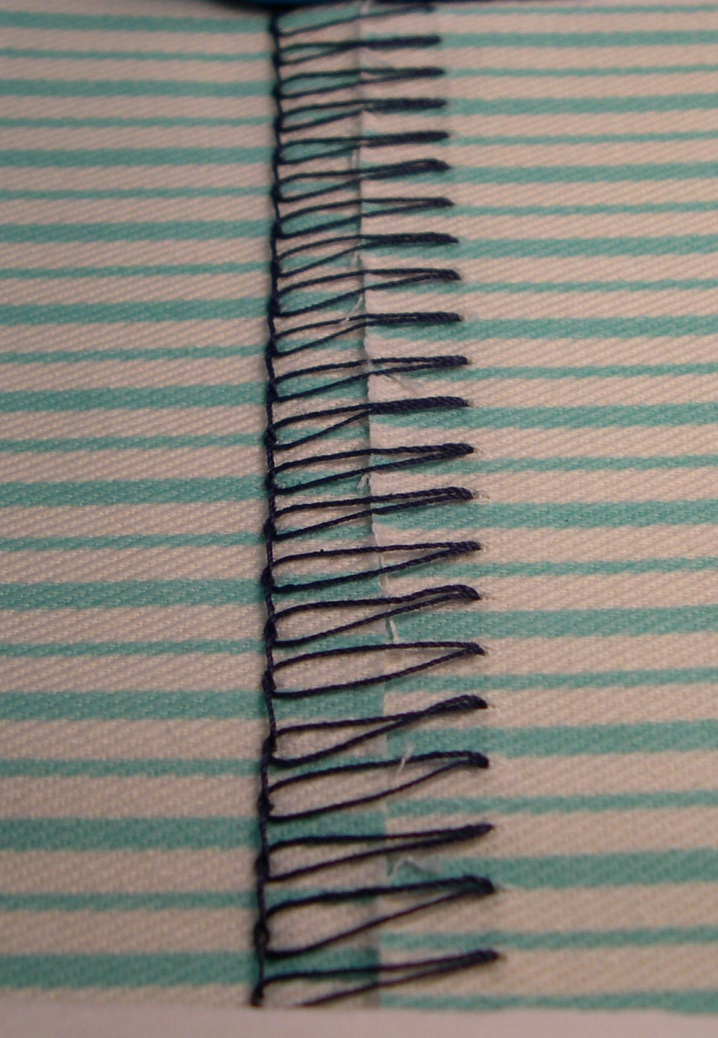
1-hilo, 5/8” ancho, +6+989 puntadas por pulgada
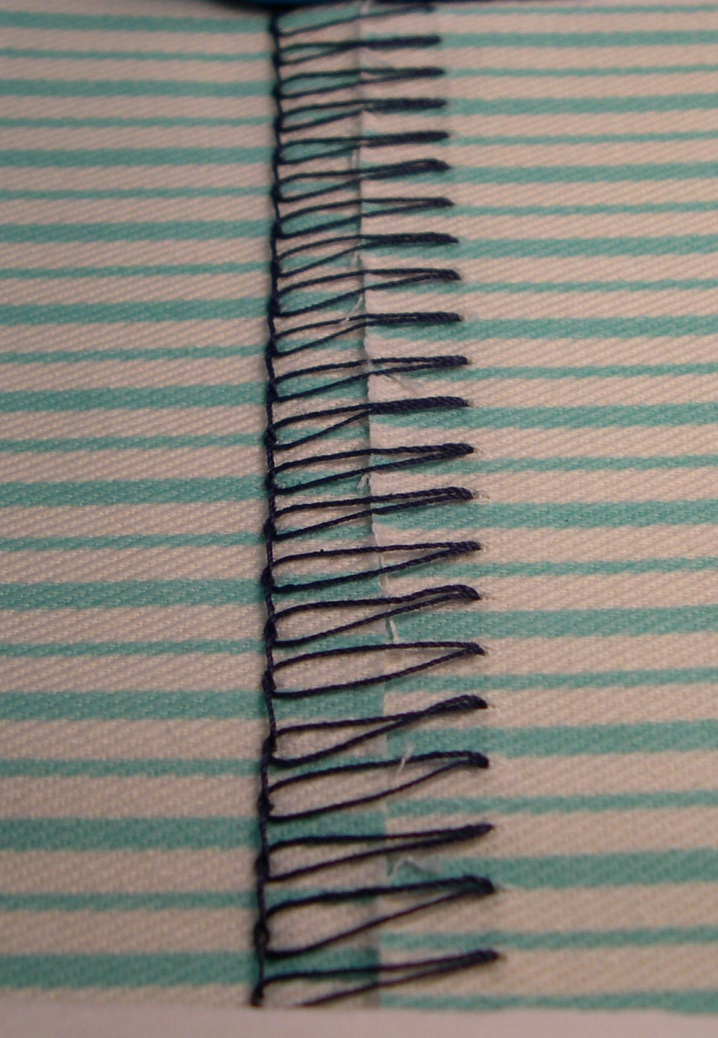
2-hilos, 1/8” ancho, 20 puntadas por pulgada, con alimentación diferencial
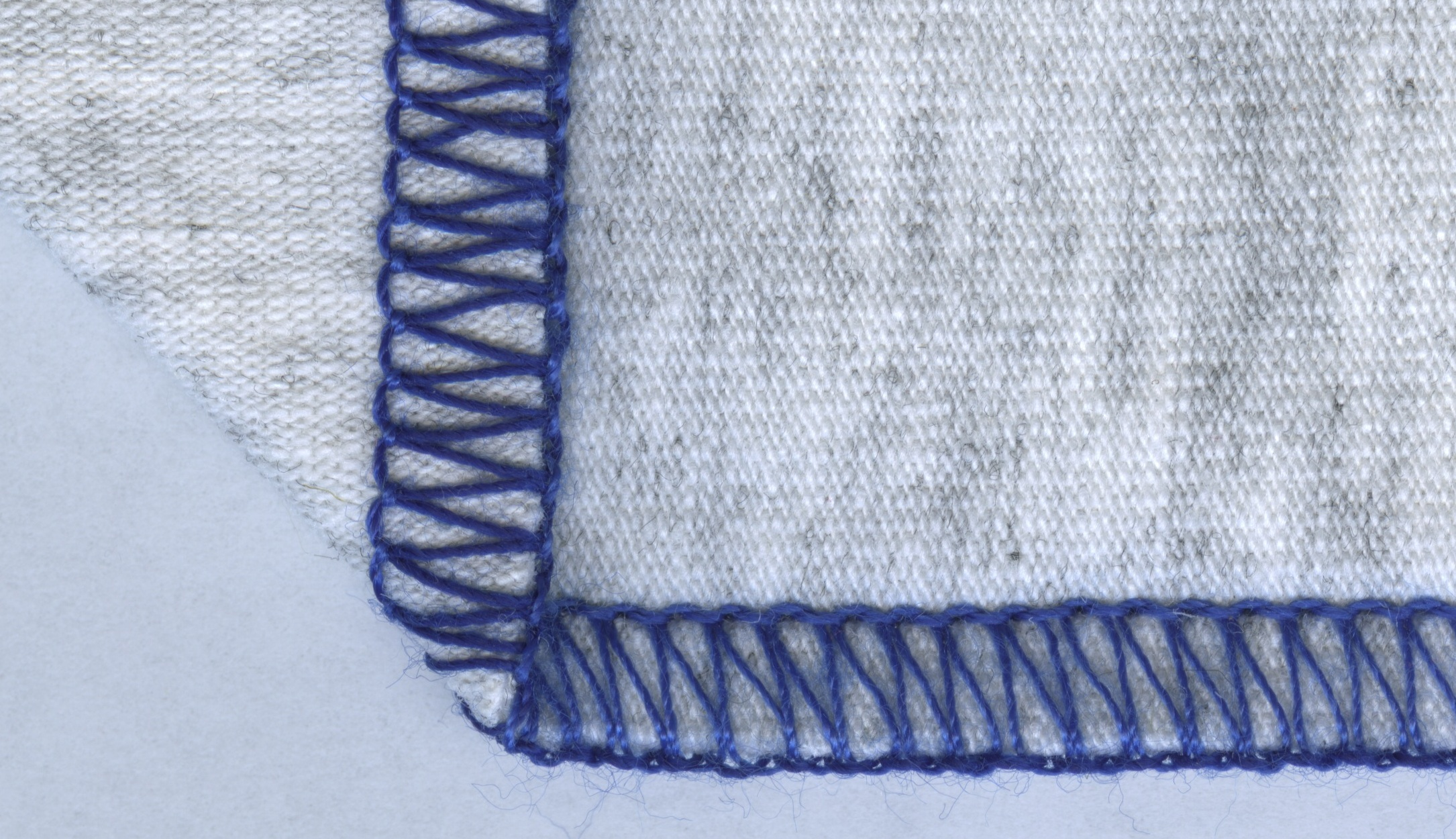
3-hilos, 5/32” ancho, 55 puntadas por pulgada
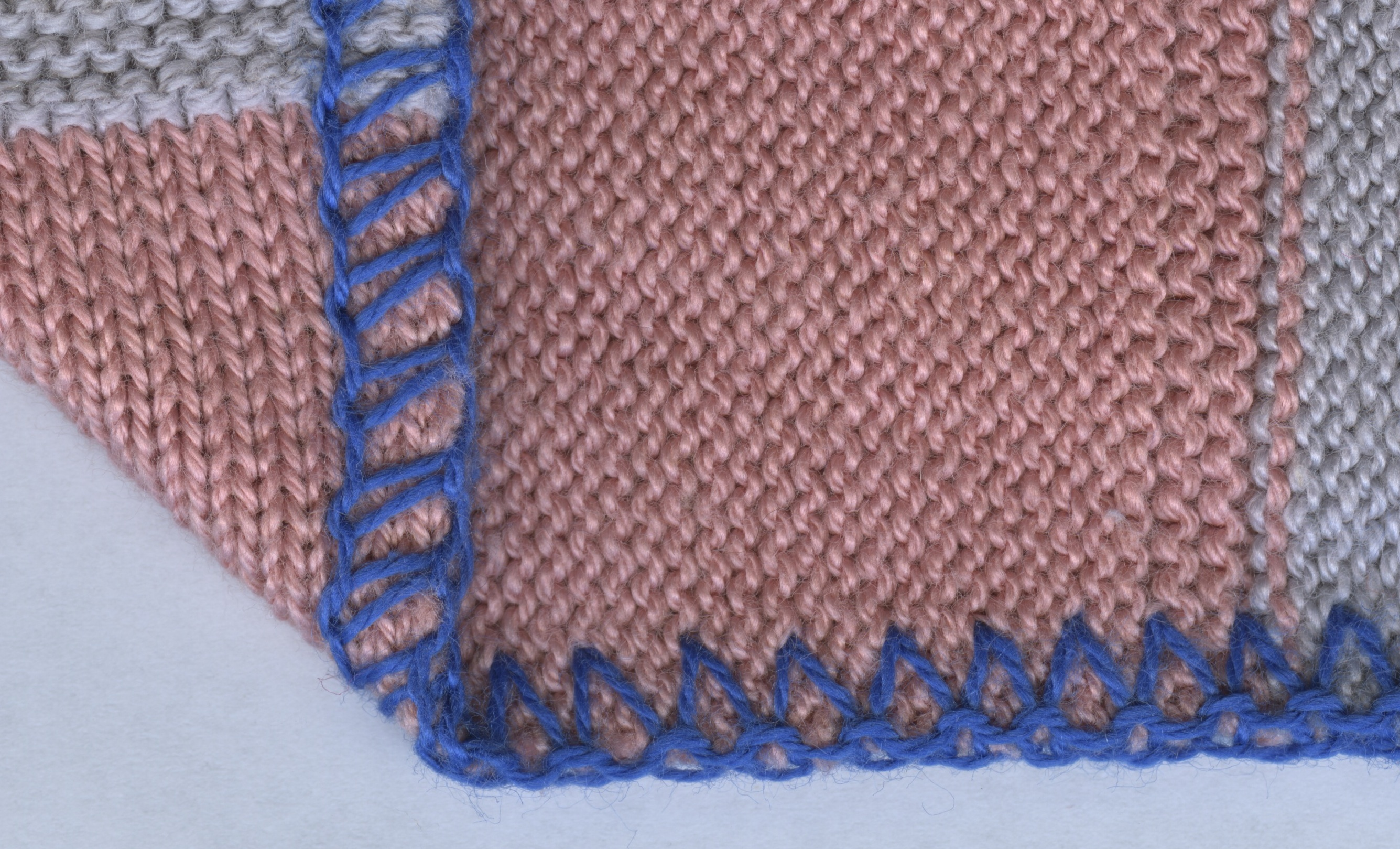
3-hilos, ¼” ancho, 7 puntadas por pulgada

- Wikimedia Commons alberga una categoría multimedia sobre Sobrehilado.